# ラフィンノーズ公演雑踏事故
ラフィンノーズ公演雑踏事故（ラフィンノーズこうえんざっとうじこ）は1987年4月19日に起きた雑踏事故。

## 事故概要
1987年4月19日に日比谷野外音楽堂でLAUGHIN' NOSEの公演が行なわれた。午後6時30分予定通りにスタートしたが、演奏中に中央ステージ前の観客約20人が重なるようにして倒れたので主催者スタッフがケガ人を助け上げてステージ上に搬送した。事故の再発を危惧して20分後の午後6時50分に公演は中止となった。

## 事故原因
この公演に3000人の観客が集まり開演と同時に観客がステージ近くにまで駆け寄り演奏に興奮した一部の観客がステージに上がろうとし、それに続こうとした後続の観客が重なるようにして転倒・下敷きになったのが原因であった。この事故で死者3人・重傷1人・軽傷19人の計23人が被害に遭った。主催者は公演前日に警察署に届出をしたが、当日は主催者スタッフのみで警備員の配置を全くしていなかったことも事故を増幅させた。
原因の詳細としては以下のとおりである。
1.　1987年1月に戸田市文化会館で行われた本ツアーの公演の際にコンサート主催のソーゴー東京と案内担当（本事故発生までは警備業登録をしていなかった）ケンアンドスタッフより公演に際してロープ・柵等の使用しないと公演の安全な運営ができないとアーティスト側に働きかけたが「そのような状況では公演ができない」「そのような体制をとるのであれば公演は中止する」と強い口調で主張されたため押し問答になり最低のラインでもある係員の配備で行うのも公演開始ぎりぎりのタイミングで決定し公演が開始された。
2.　配置した係員も案内係とはいってもアルバイトの人員で、どちらかといえば席案内等が主な業務内容であり、本公演のようにステージ前方に観客が押し寄せるような催事を常時経験しているものはほぼ皆無だった。
3.　本公演には1月に中止になった戸田での公演の半券所持者も入場可とした上に通常通り本公演のチケットも販売したため定員オーバーの状況だったこと、さらに通常コンサート等では半券を数えて随時主催者に報告するのが通例であるがそれもできていなかった。
4.　様々な事情（安全問題や係員の配置（明らかに通常以上の観客で通常の案内体制が取れないための変更））などで開演が20分近く遅れて会場している上に会場内を全消灯（ステージ上を除く）したため、パニック状態になり場内の観客がステージ方向に一斉になだれ込む形になった。
5.　会場の構造上、ステージに向かって前下がりで左右にステージ方向に絞られることにより観客の押し寄せる力がステージ前方のブロックに集中した。

## 事故後
事故後丸の内警察署が、当事者であるソーゴー東京、総合企画、ケンアンドスタッフに対し事情聴取、実況見分を行ったがソーゴー側は「ケンアンドスタッフ側に案内、警備業務を委託した」というのに対しケンアンドスタッフ側は「当社はあくまで案内（整理）業務を請け負っただけであり、今回のような危険度の高い公演は警備会社に依頼すべきで全くの筋違い」と双方譲らず裁判になり判決が出たものと推察される。ケンアンドスタッフが警備業登録を行ったのもこの事件後７年後であるから何らかの判決（警備業法で判決が確定後５年間は欠格事項により登録できないため）が下りたものと思われる。
この事件以降コンサート等不特定多数の集客が伴う催事での案内、整理係員と警備員との業務内容がはっきりと線引きされたうえ原則警備業登録されていない事業者は単独での業務の遂行は難しくなった（警察より指導が入る）。大学生の仕出し屋ののような業者は排除されていった。（当時東京都内の大手シミズスポーツ（現シミズオクト）、本田芸能スポーツサービス（廃業）は取得済み）
バンドメンバーはこの事故の責任を取るため活動を中止した（当時アール・エフ・ラジオ日本で放送されていた出演番組も降板終了となった）。また、これらの雑踏事故が続いて起きたため警察庁は要綱を制定した。